# Марія Еухенія Рохас (тенісистка)
Марія Еухенія Рохас (ісп. María Eugenia Rojas; нар. 27 грудня 1977) — колишня перуанська тенісистка.
Найвищу одиночну позицію світового рейтингу — 504 місце досягла 2 лютого 1998, парну — 336 місце — 11 травня 1998 року.
Здобула 1 парний титул.

## Фінали ITF

### Парний розряд: 8 (1–7)
| Результат | Ранг | Дата            | Турнір                   | Покриття | Партнерка             | Суперниці                           | Рахунок          |
| --------- | ---- | --------------- | ------------------------ | -------- | --------------------- | ----------------------------------- | ---------------- |
| Поразка   | 1.   | 26 вересня 1994 | Ліма, Перу               | Ґрунт    | Лаура Аррая           | Лусіана Телла Ванесса Менга         | 4–6, 3–6         |
| Поразка   | 2.   | 15 вересня 1996 | Буенос-Айрес, Аргентина  | Ґрунт    | Рената Бріту          | Селесте Контін Роміна Оттобоні      | 4–6, 6–4, 6–7    |
| Поразка   | 3.   | 1 червня 1997   | Сан-Сальвадор, Сальвадор | Ґрунт    | Жаклін Розен          | Сінтія Торторелла Міріам Д'Агостіні | 4–6, 0–6         |
| Поразка   | 4.   | 7 вересня 1997  | Ліма, Перу               | Ґрунт    | Жаклін Розен          | Роміна Оттобоні Паула Раседо        | 0–6, 4–6         |
| Перемога  | 1.   | 9 березня 1998  | Нуево-Ларедо, Мексика    | Тверде   | Елена Хурісіч         | Hiromi Bethard Іоана Плесу          | 6–3, 6–4         |
| Поразка   | 5.   | 17 серпня 1998  | Ібарра (місто), Еквадор  | Ґрунт    | Елена Хурісіч         | Паула Кабесас Джоанн Мур            | 3–6, 4–6         |
| Поразка   | 6.   | 31 серпня 1998  | Гуаякіль, Еквадор        | Ґрунт    | Елена Хурісіч         | Флоренсія Басіле Меліса Аревало     | 2–6, 2–6         |
| Поразка   | 7.   | 15 березня 1999 | Victoria, Мексика        | Тверде   | Kylene Wong Simunyola | Яміле Кордова Йоанніс Монтесіно     | 6–1, 6–7(6), 0–6 |